# Івановська промислова область
Івановська промислова область (рос. Ива́новская Промы́шленная область) — територіально-адміністративна одиниця РРФСР у 1929—1936 роках.

## Історія
Постановою Президії ВЦВК «Про утворення на території РРФСР адміністративно-територіальних об'єднань крайового і обласного значення» від 14 січня 1929 року з 1 жовтня 1929 року була утворена Івановська промислова область (в самій постанові даного найменування немає, Комісії з районування при Президії ВЦВК доручено встановити найменування області) з центром в місті Іваново-Вознесенську у складі губерній Іваново-Вознесенської, Владимирської, Ярославської і Костромської.
Спочатку поділялася на Александрівський, Владимирський, Кинешемський, Костромський, Рибінський, Шуйський і Ярославський округи, що складалися в свою чергу з районів  - спочатку їх було 64, потім кількість змінювалося. 23 липня 1930 року округи були скасовані, їх райони (60) безпосередньо стали входити в область.
До 1 жовтня 1931 року в області налічувалося 60 районів, в які входило 1 836 сільрад, 40 міст, в тому числі виділених в самостійні адміністративно-господарські одиниці - 4 (г. Іваново-Вознесенськ  - 177 207 жит., з підлеглими сільрадами - 195 813 жит., м Ярославль  - 155 500 жит., з підлеглими сільрадами - 175 300 жит., м Кострома  - 87 590 жит., з підлеглими сільрадами - 107 670 жит., м Рибінськ - 69 800 жит., з підлеглими сільрадами - 80 500 жит.), робітничих селищ - 21, сільських населених пунктів - 31 038. Площа області на 01.01.1931 становила 123 080 км², населення 4 404 700 осіб., В тому числі 1 202 000 - міського населення (27,3%), щільність населення - 35,8 чол / кв.км. Національний склад: росіяни  - 99,2%. 
У 1932 році в місті Вичуга відбулися страйк і бунт робітників, незадоволених різким зниженням критичних норм на хліб. Страйкарі, захопивши будівлю міськкому партії, ОГПУ і пошти, оголосили про повалення радянської влади. На придушення заколоту були кинуті війська, в ході боїв було вбито кілька сотень робітників.
11 березня 1936 року Івановська промислова область була розділена на Івановську і Ярославську область. Більшість перших осіб Івановської промислової області було розстріляно в 1937-1938 роках.